# 異称日本伝
異称日本伝（いしょうにほんでん）とは、1688年（元禄元年）成立、江戸時代の松下見林（まつしたけんりん）が書いた歴史研究書。
- 上巻3冊・中巻8冊・下巻4冊とあり、30年間かけて、中国・朝鮮半島の計126種類の書物の中から、日本関係の記事を抜き出して、疑問と批判を加えて成立。

## 巻分け
- 上巻は、中国漢代から元代までの61種類の書物の中から研究。
- 中巻は、中国明代の50種類の書物の中から研究。
- 下巻は、朝鮮半島の15種類の書物の中から研究。

## 参考資料
- 『異称日本伝』 松下見林 著 国書刊行会